# Sport Vereniging Robinhood
Lo Sport Vereniging Robinhood (in italiano Associazione Sportiva Robinhood), o semplicemente Robinhood, è una squadra di calcio della città di Paramaribo, capitale del Suriname. Milita nella Hoofdklasse, la massima divisione calcistica nazionale.
Fondata il 6 febbraio del 1945, è la squadra più vincente del paese, con 40 trofei nazionali in bacheca, tra cui 26 campionati. Gioca le partite casalinghe allo stadio Franklin Essed, impianto da 3 500 posti; fino al 2014 ha giocato allo stadio André Kamperveen, lo stadio nazionale, che condivideva con i rivali del Transvaal.

## Storia
Con 26 campionati vinti è la squadra surinamese più titolata. Negli anni ottanta esercitò un vero e proprio dominio nazionale, lasciando alle altre solo il titolo del 1982. Ha vinto per l'ultima volta il campionato nella stagione 2023. Ha inoltre vinto per 7 volte la coppa nazionale, l'ultima nel 2018, e altrettante volte la Supercoppa del Suriname, l'ultima nel 2018. 
A differenza degli arcirivali del Transvaal, il Robinhood non è mai riuscito a diventare campione continentale, anche se ha raggiunto per ben cinque volte una finale: nel 1972 venne superato dall'Olimpia per 2-0 (0-0 nella finale d'andata); quattro anni dopo dovette cedere ai salvadoregni dell'Águila con due sconfitte (1-6 e 1-2); ancora nel 1977 raggiunse l'atto conclusivo ma fu superata per 1-0 e 0-0 dall'América di Città del Messico.
Nel 1982 non fu più fortunata delle altre volte, perdendo per 3-2 la partita di ritorno contro i Pumas UNAM dopo lo 0-0 della prima finale, e l'anno successivo, fu superata dall'Atlante con il netto punteggio totale di 6-1 (1-1 e 5-0). A conferma di una tradizione decisamente sfortunata, nel 2005 i rossoverdi sono stati sconfitti in finale nel Campionato per club CFU dai giamaicani del Portmore United (2-1 e 4-0).

## Palmarès

### Competizioni nazionali
- Campionato del Suriname: 27

1953, 1954, 1955, 1956, 1959, 1961, 1964, 1971, 1975, 1976, 1979, 1980, 1981, 1983, 1984, 1985, 1986, 1987, 1988, 1989, 1993, 1995, 2005, 2012, 2018, 2022, 2023, 2024
- Coppa del Suriname: 7

1997, 1999, 2001, 2006, 2007, 2016, 2018
- Supercoppa del Suriname: 7

1994, 1995, 1996, 1999, 2001, 2016, 2018

### Competizioni internazionali
- CONCACAF Caribbean Club Shield: 2

2019, 2023
- CONCACAF Caribbean Cup: 1

2023

### Altri piazzamenti
- Campionato di calcio del Suriname:

Secondo posto: 1991, 1992
- SVB Beker:

Finalista: 1996, 2002, 2003, 2005
- CONCACAF Champions' Cup:

Finalista: 1972, 1976, 1977, 1982, 1983
- Campionato per club CFU:

Finalista: 2005

## Rosa 2014-2015
| N. |                     | Ruolo | Calciatore        |
| -- | ------------------- | ----- | ----------------- |
|    | Suriname (bandiera) | P     | Claidel Kohinor   |
|    | Suriname (bandiera) | P     | Romano Noordzee   |
|    | Suriname (bandiera) | D     | Furgill Ong A Fat |
|    | Suriname (bandiera) | C     | Ayad Godieb       |
|    | Suriname (bandiera) | D     | Mick Amelo        |
|    | Suriname (bandiera) | D     | Orpheo Mayland    |
|    | Suriname (bandiera) | D     | Guno Kwasie       |
|    | Suriname (bandiera) | D     | Sergio Moentari   |
|    | Suriname (bandiera) | D     | Quincy Wielzen    |
|    | Suriname (bandiera) | D     | Vernon Etnel      |

| N. |                     | Ruolo | Calciatore           |
| -- | ------------------- | ----- | -------------------- |
|    | Suriname (bandiera) | D     | Hesdy Jap A Joe      |
|    | Suriname (bandiera) | D     | Milton Koenders      |
|    | Suriname (bandiera) | C     | Bebeto Odang         |
|    | Suriname (bandiera) | A     | Gleofilo Hasselbaink |
|    | Suriname (bandiera) | C     | Victorino Pinas      |
|    | Suriname (bandiera) | C     | Daved Fisher         |
|    | Suriname (bandiera) | A     | Dwight Panka         |
|    | Suriname (bandiera) | A     | Raydell Schuurman    |
|    | Suriname (bandiera) | A     | Romano Stekkel       |
|    | Suriname (bandiera) | C     | Roxey Fer            |